# Tratado de Adis Abeba
O Tratado de Addis Ababa, assinado 23 de outubro de 1896, encerrou oficialmente a Primeira Guerra Ítalo-Etíope em termos maioritariamente favoráveis para a Etiópia. Esse tratado substituiu um acordo secreto entre a Etiópia e a Itália negociados dias após a decisiva Batalha de Adowa em março do mesmo ano, em que as forças etíopes comandadas por Menelek II derrotaram os italianos.  A concessão mais importante que os italianos fizeram foi a revogação do Tratado de Wuchale e o reconhecimento da Etiópia como um país independente.
Após a conclusão deste tratado e antes do final do ano seguinte, o Reino Unido e a França, que possuíam possessões coloniais que faziam fronteira com a Etiópia, também concluíram acordos com a Etiópia, que a tratavam como igual. O tratado com a França foi assinado no final de janeiro de 1897, enquanto que o tratado com o Reino Unido foi assinado 14 de maio de 1897.